# Лісна (станція)
Лісна (біл. Лясная) — станція Берестейського відділення Білоруської залізниці в Барановицькому районі Берестейської області. Знаходиться в селі Лісна.